# Yuanzhuang (köpinghuvudort i Kina, Jiangsu Sheng, lat 32,45, long 120,77)
Yuanzhuang är en köpinghuvudort i Kina. Den ligger i provinsen Jiangsu, i den östra delen av landet, omkring 190 kilometer öster om provinshuvudstaden Nanjing. Antalet invånare är 54 658. Befolkningen består av 28 664 kvinnor och 25 994 män. Barn under 15 år utgör 9,0 %, vuxna 15-64 år 71 %, och äldre över 65 år 19,0 %.
Runt Yuanzhuang är det tätbefolkat, med 762 invånare per kvadratkilometer. Närmaste större samhälle är Libao, 15,2 km nordväst om Yuanzhuang. Trakten runt Yuanzhuang består till största delen av jordbruksmark.
Genomsnittlig årsnederbörd är 1 284 millimeter. Den regnigaste månaden är juli, med i genomsnitt 239 mm nederbörd, och den torraste är januari, med 34 mm nederbörd.